# Neukloster (Buxtehude)

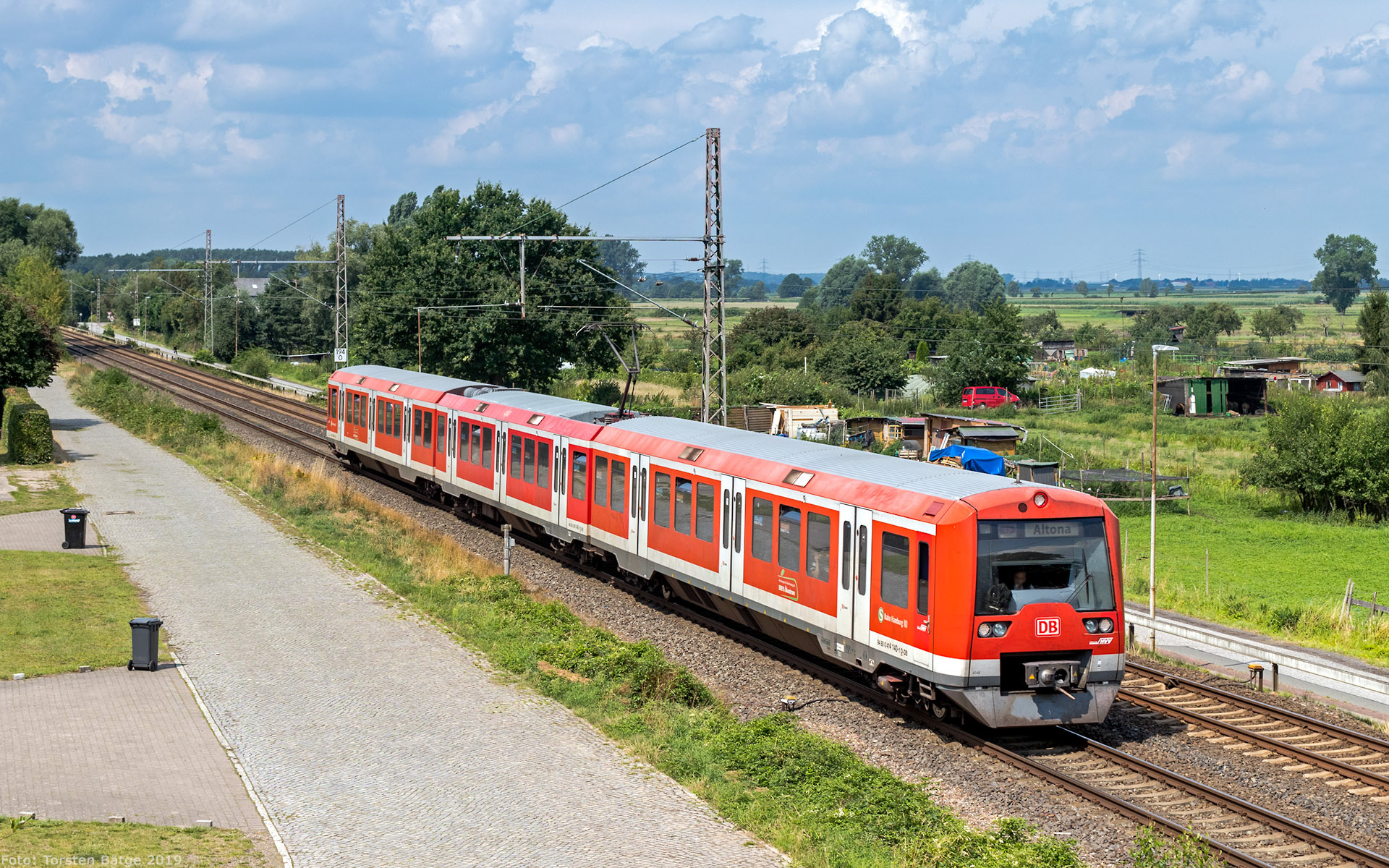
S3 (nun S5) aus Richtung Stade bei der Einfahrt in den Bahnhof

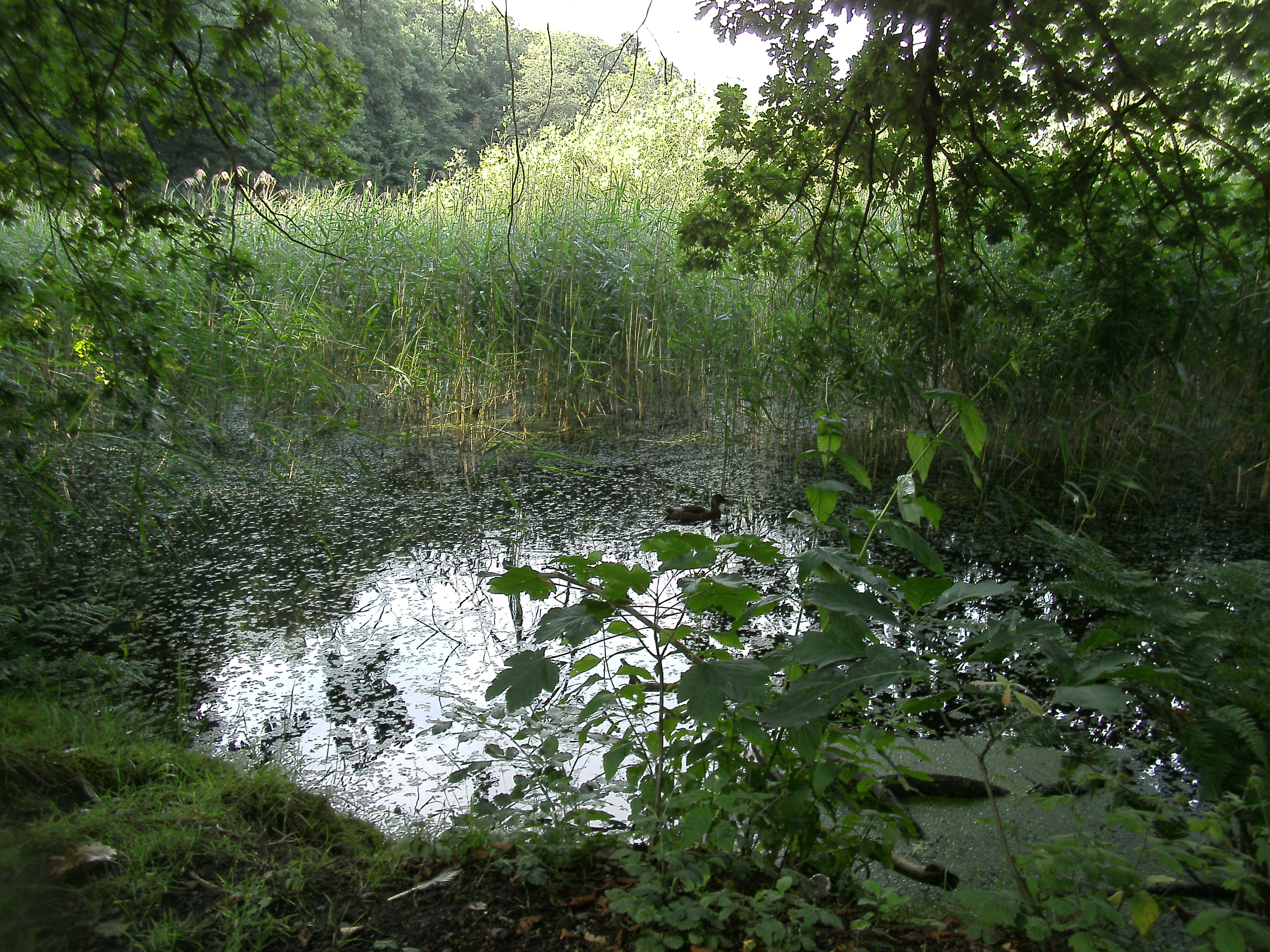
Neukloster, zweiter Teich

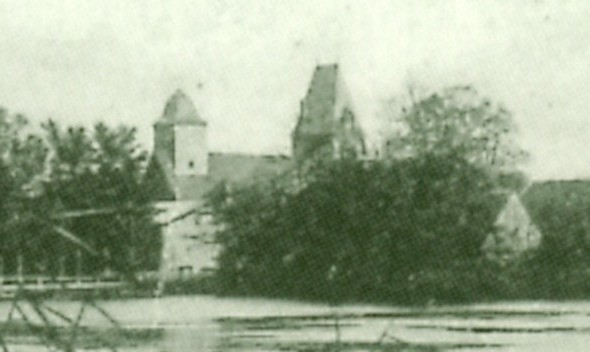
Der neue Turm von St. Marien (re.) und die ehemalige Klosterkirche (li.); Aufnahme von 1904

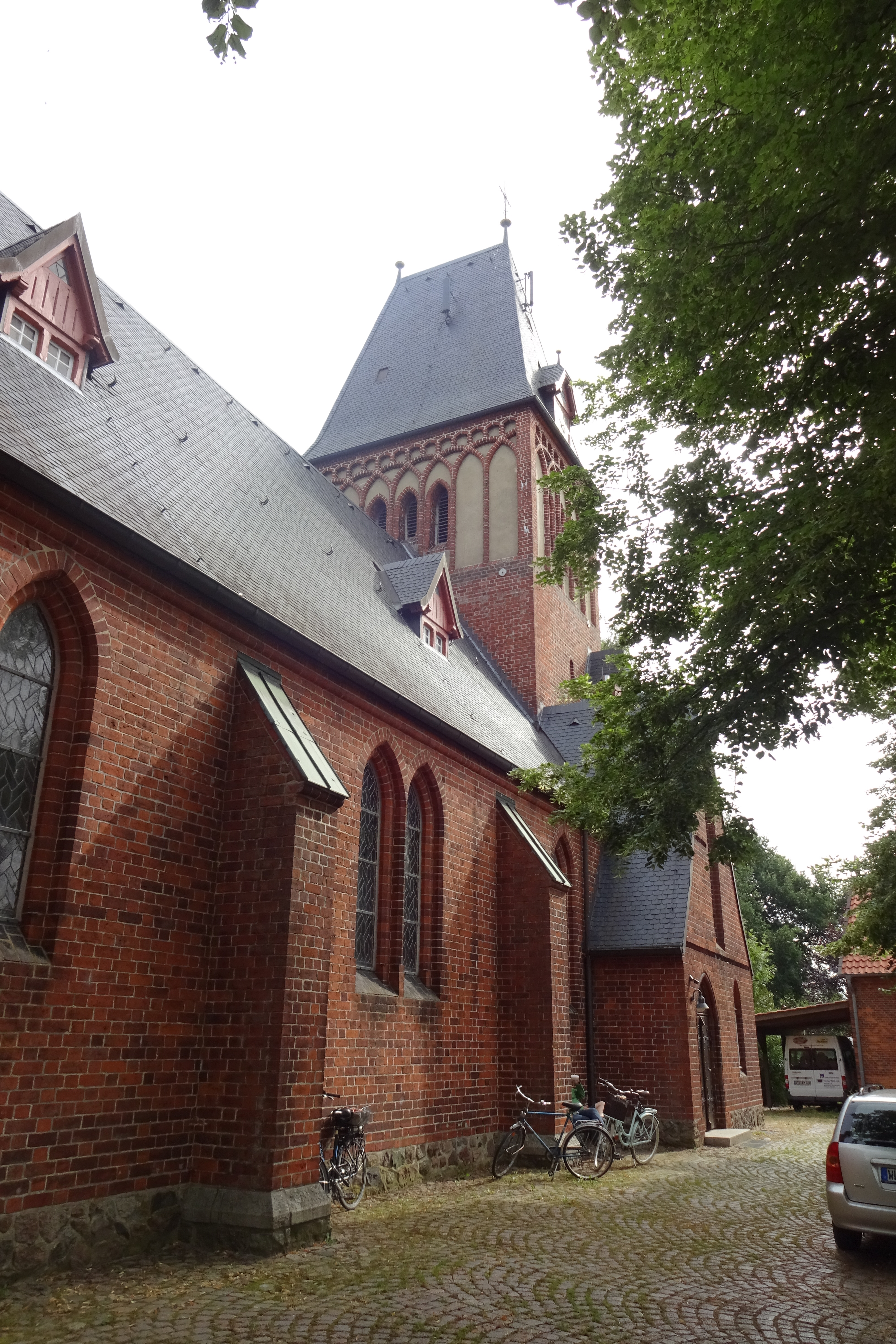
St.-Marien-Kirche in Neukloster

 Neukloster (plattdeutsch Neeklooster) ist eine innerhalb der niedersächsischen Stadt Buxtehude gelegene Ortschaft im Landkreis Stade.

## Geografie

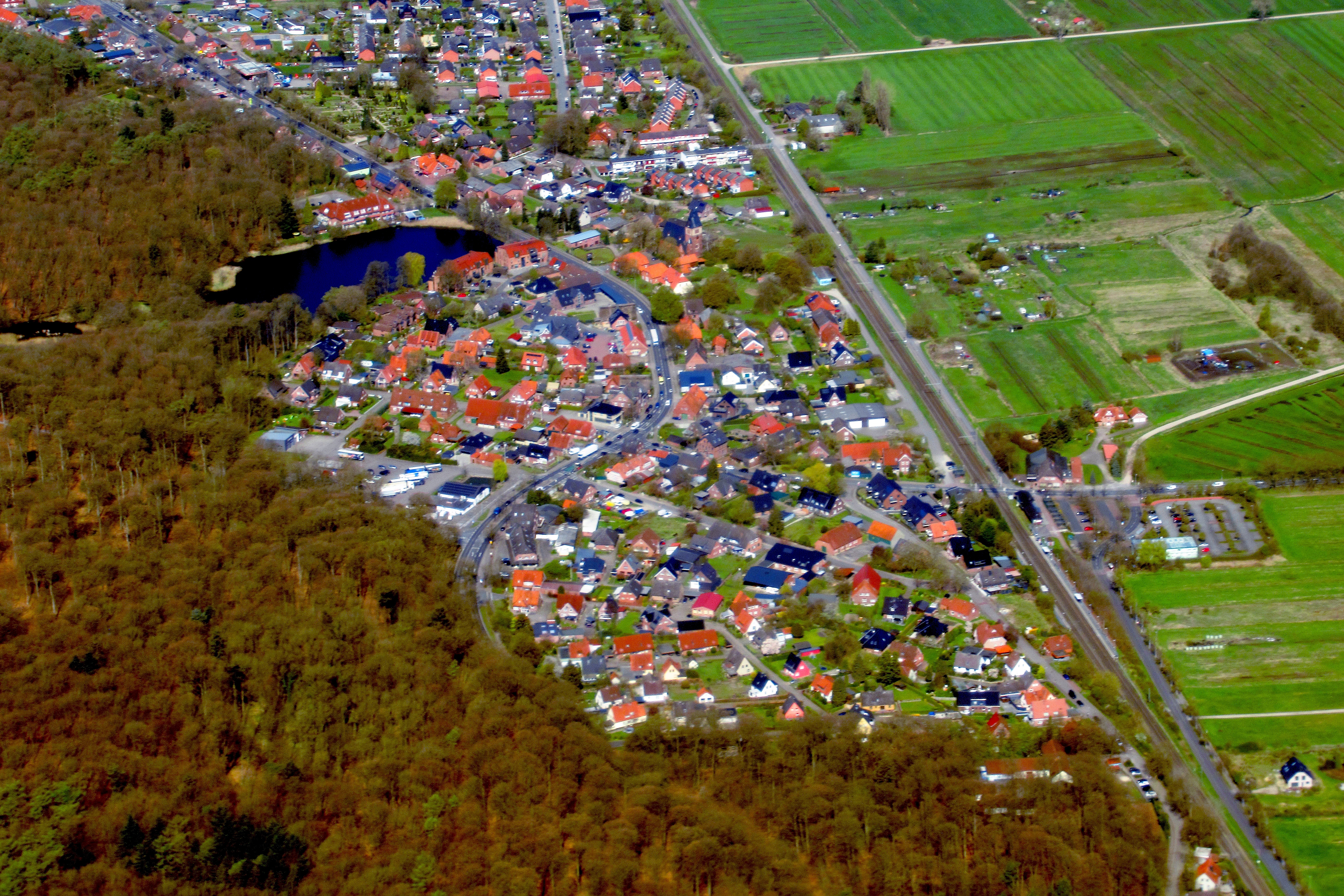
Neukloster aus der Vogelperspektive

Neukloster liegt westlich der Kernstadt Buxtehude und östlich des Buxtehuder Stadtteils Hedendorf an der B 73.
Südlich der Ortschaft liegt der Neukloster Forst. Der Neukloster Forst wurde am 15. April 1976 als Landschaftsschutzgebiet ausgewiesen, welches sich heute über 611 Hektar erstreckt. In einem rund 77 Hektar großen Bereich liegt der FriedWald Buxtehude, der am 1. November 2006 eröffnet wurde. Ein rund 260 Hektar großer Teil des Waldes wurde zum 16. März 2018 als Naturschutzgebiet Neuklosterholz ausgewiesen. Im Süden grenzt der Wald an die Stader Geest.
Nördlich des Ortes liegt ein landwirtschaftlich genutzter Moorgürtel, welcher später ins Alte Land übergeht.
Der Ort wird nahe der Kirche vom Mühlenbach durchflossen. Dieser vereinigt sich in Horneburg mit der Aue zur Lühe. Der Mühlenbach durchfließt in Ortsmitte drei aufgestaute Teiche. Diese wurden früher zur Fischzucht genutzt. Der erste Teich wird über einen Zufluss vom Mühlenbach gespeist. Der Wasserstand wird mit einem Wehr reguliert. Der zweite Teich ist größtenteils zugewuchert und teilweise verlandet. Der dritte Teich ist der größte, grenzt direkt an die B73 und wird Mühlenteich genannt. Im Osten wird der Ort vom Ilsebach durchflossen, welcher ebenfalls zwei im Wald liegende aufgestaute Teiche durchfließt.
Der östliche Teil von Neukloster wird auch Heitmannshausen genannt.

## Geschichte
Neukloster, ursprünglich Bredenbeck, hat seinen Namen von dem Benediktinerinnenkloster St. Maria und Johannes Evangelist, das 1274 in Neuenkirchen gegründet und 1286 hierher verlegt wurde. Im Unterschied zum Alten Kloster von 1197 nannte man es Neues Kloster.
Neukloster wurde am 1. Juli 1972 nach Buxtehude eingemeindet.
In Hedendorf und Neukloster gibt es noch Ortsräte mit den aus ihrer Mitte gewählten Ortsbürgermeistern, in den anderen Ortschaften von Buxtehude Ortsvorsteher, die die Belange der Bürger aus den Ortschaften im Stadtrat und gegenüber der Stadtverwaltung vertreten sollen.

## Kultur und Sehenswürdigkeiten

### Bauwerke
An der Stelle des nicht mehr erhaltenen Neuen Klosters wurde 1903 die St.-Marien-Kirche errichtet. Sie steht unter Denkmalschutz.
Das ehemalige Bahnhofsgebäude wird heute von der Schießsportabteilung Neukloster/Hedendorf des Männergesangverein TREUE von 1911 e. V. genutzt, in dessen Eigentum sich das Gebäude seit 2008 befindet.

### Volksfeste
- In Neukloster findet jedes Jahr der größte Pfingstmarkt Norddeutschlands statt, zu dem über Pfingsten die viel befahrene B 73 vollständig gesperrt wird. Der Pfingstmarkt wird durch den Heimatverein Neukloster e. V. organisiert.
- Jährlich am Samstag vor Ostern findet auf einer Wiese des Heimatvereins in der Nähe des Bahnhofs ein Osterfeuer statt, welches von der Freiwilligen Feuerwehr organisiert wird.
- Im Pfarrgarten der St.-Marien-Kirche Neukloster findet in jedem Jahr am Erntedanksonntag das Erntefest statt. Veranstalter ist der Trachtenverein Neukloster von 1989.
- Jedes Jahr am zweiten Juliwochenende findet in Neukloster und Hedendorf das viertägige Schützenfest des Männergesangverein TREUE von 1911 e. V. statt.

### Sport
Die Männermannschaft des Fußballvereins VSV Hedendorf/Neukloster spielt 2024 in der siebtklassigen Bezirksliga Lüneburg 4.
Der VSV Hedendorf/Neukloster Frauen-Mannschaft gelang im Jahre 2019 der Aufstieg in die Landesliga Lüneburg.
Seit dem Jahr 2018 teilen sich der VSV Hedendorf/Neukloster und der TSV Eintracht Immenbeck ihre Jugendarbeit unter dem Jugendförderverein Buxtehude.

## Infrastruktur und Verkehr

### Verkehr
Durch Neukloster führt die viel befahrene B 73. Nördlich gibt es einen Anschluss an die A 26.
Der Ort liegt an der Bahnstrecke Hamburg-Harburg-Cuxhaven und hat einen Bahnhof, an dem die Hamburger S-Bahn-Linie S5 hält, die zwischen Stade und Hamburg Elbgaustraße verkehrt.
Es gibt eine Buslinie der KVG. Die Linie 2103 verbindet Hedendorf und Neukloster mit der Innenstadt von Buxtehude und, in der anderen Richtung, mit Grundoldendorf und Nottensdorf.
| Linie | Verlauf |
| ----- | --- |
| S 5   | Elbgaustraße – Eidelstedt – Stellingen (Arenen) – Langenfelde – Diebsteich – Holstenstraße – Sternschanze – Dammtor – Hauptbahnhof \ Hauptstrecke – Hammerbrook (City Süd) – Elbbrücken – Veddel (BallinStadt) – Wilhelmsburg – Harburg – Harburg Rathaus – Heimfeld (TU Hamburg) – Neuwiedenthal – Neugraben – Fischbek – Neu Wulmstorf – Buxtehude – Neukloster – Horneburg – Dollern – Agathenburg – Stade / in Tagesrandzeiten – Berliner Tor |

### Öffentliche Einrichtungen
In Neukloster gibt es eine Grundschule. In dem Schulgebäude befindet sich ein Schwimmbecken, in dem neben Schwimmunterricht auch verschiedene Kurse angeboten werden.
Seit 1928 gibt es in Neukloster eine Freiwillige Feuerwehr. Neben einem HLF 20/16 und einem MTF befindet sich hier der Gerätewagen Gefahrgut der Kreisfeuerwehr Landkreis Stade. Er wird von der Umweltgruppe Süd betrieben, welche für den Süden des Landkreises zuständig ist. Zusammen mit der Freiwilligen Feuerwehr Hedendorf gibt es seit September 2003 eine Jugendfeuerwehr.

## Persönlichkeiten
- Christian Fuhst (* 1939), Pfarrer und Schriftsteller